# 19631 Greensleeves
19631 Greensleeves è un asteroide della fascia principale. Scoperto nel 1999, presenta un'orbita caratterizzata da un semiasse maggiore pari a 2,7731121 UA e da un'eccentricità di 0,1679735, inclinata di 9,73551° rispetto all'eclittica.